# 2001 FS185
2001 FS185, também escrito como 2001 FS185, é um objeto transnetuniano que está localizado no cinturão de Kuiper, uma região do Sistema Solar.
Ele é classificado como um cubewano. O mesmo possui uma magnitude absoluta de 7,7 e tem um diâmetro com cerca de 127 km.

## Descoberta
2001 FS185 foi descoberto no dia 26 de março de 2001 pelo astrônomo Marc W. Buie.

## Órbita
A órbita de 2001 FS185 tem uma excentricidade de 0,042 e possui um semieixo maior de 43,251 UA. O seu periélio leva o mesmo a uma distância de 41,427 UA em relação ao Sol e seu afélio a 45,074 UA.